# Joan Miralles Lladó
Joan Miralles Lladó (Muro, 1912-2020) fou un pintor mallorquí. Estudià a l'Escola d'Arts i Oficis de Palma. En la dècada dels anys trenta, va entrar a formar part del Grupo Azul, col·lectiu bohemi i romàntic del qual formaven part, entre d'altres, Marià Aguiló i Aguiló, Gaspar Sabater, Pere Quetglas Ferrer Xam, Paco Miralles i Ramon Nadal.
La guerra civil espanyola va suposar la dissolució del Grupo Azul. El 1940 dels seus antics components va sorgir el Cercle de Belles Arts, amb seu a la plaça de la Reina, on Miralles va realitzar la seva primera exposició (1941). El 1942 ja va exposar a Barcelona. Els anys quaranta va començar a destacar com a retratista, modalitat artística que li ha aportat gran renom. Tant és així, que va ser sol·licitat a Madrid per fer diversos retrats, però va arribar un punt que la nostàlgia a la seva terra li va fer rebutjar més encàrrecs, tant a la Península com a l'estranger.
No obstant això, el seu prestigi no es va veure afectat, sinó tot el contrari. El 1956, va ingressar a la Reial Acadèmia de Belles Arts de Sant Sebastià de Palma, d'on és vicepresident, i des de 1984 és fill il·lustre de l'Ajuntament de Muro. La seva extensa obra forma part de les col·leccions de diverses institucions públiques de les Illes Balears, i el 2005 va rebre el Premi Ramon Llull.